# ...And a Crow Brings Me Back
…And a Crow Brings Me Back é o álbum de estreia da banda brasileira de metal gótico e rock gótico Ravenland lançado em 2009, com 14 faixas, incluindo as faixas do EP "Back".
Ravenland finalizou a mixagem de "And A Crow Brings Me Back" na Alemanha, com o renomado Waldemar Sorychta (Lacuna Coil, Moonspell, Therion, etc). Produzido por Ricardo Confessori - que também toca bateria no disco -, foi o primeiro álbum lançado pela nova gravadora do grupo, a Free Mind Records, e trouxe participações especiais do guitarrista Tommy Lindall (ex Theatre of Tragedy) e do romancista português José Luis Peixoto (Moonspell). O trabalho de arte será assinado por Gustavo Sazes.
O álbum contem 2 video-clips: End of Light e Regret.

## Faixas
1. After the Sun Hides (Intro)
2. She Will Bleed Again (Prologue)
3. Presage
4. The Last Sunset
5. End of Light
6. Velvet Dreams (feat. Tommy Lindal)
7. Burning For You
8. Soul Moon
9. Nas Asas Do Corvo
10. The Crow (feat. Tommy Lindal)
11. Tragic Romance
12. Till Death Unite Again
13. Zodiac
14. Regret